# Agubedia
Agubedia nebo Agu-Bedia (abchazsky Агәы-Бедиа, gruzínsky აგუბედია – Agubedia) je vesnice v Abcházii v okrese Tkvarčeli. Leží přibližně 6 km jižně od okresního města Tkvarčeli. Obec sousedí na západě s Pakvašem a s Rekou z okresu Očamčyra, na severu s Tkvarčalem, na severovýchodě s První Bediou, na jihovýchodě se Čchvartalem a na jihu s Carčou a s Bediou. Obcí protéká řeka Ochodža.
Na hranici mezi obcemi Agubedia, Čchvartal a Tkvarčal se nachází hora Laškendar, která slouží jako jedna ze sedmi svatyní abchazské původní víry.

## Vesnický okrsek Agubedia
Agubedia je vesnické správní centrum s oficiálním názvem Vesnický okrsek Agubedia (rusky Агубедийская сельская администрация, abchazsky Агәы-Бедиа ақыҭа ахадара). Za časů Sovětského svazu se okrsek jmenoval Agubedijský selsovět (Агубедийский сельсовет). Součástí vesnického okrsku Agubedia jsou následující části:
- Agubedia (Агәы-Бедиа)

Vesnický okrsek Agubedia

- Achacara / Bochona (Ахьацара / Бохона)
- Adžra (Аџьра)
- Kvalon (Қәалон)
- Mšval / Mišveli (Мшәал / Мишвели)
- Patrachuca / Petra Ichuca (Патрахәыҵа / Петра ихәҵа)

Do roku 1994 byly součástí Agubedii tyto části, jež nyní patří První Bediji:
- Adzchyda (Аӡхыда)
- První Kvapit (Актәи Кәапит)
- Druhý Kvapit (Аҩбатәи Кәапит)
- Nardžchou / Nardžcheu (Нарџьхьоу / Нарџьхьеу)
- Ochodža / Achvadža / Chvadžá Rhabla / Sachvadžaa / Gurguliaa / Sagurgulia (Охоџьа / Ахәаџа / Хәаџьаа рҳабла / Сахәаџьаа / Гәыргәлиаа /Сагәыргәлиа)

## Historie
Ještě v 19. století bylo území Agubedii součástí obce Bedia, která patřila do historického regionu Samurzakan. Agubedia ležela přímo ve středu Bedii a název znamená v překladu do češtiny „Srdce Bedii.“ Jedná se o jednu z nejstarších obcí v celé Abcházii a již v období středověku nabyla Bedia velkého kulturního a politického významu v celém západním Zakavkazsku. V obci se nachází množství památek na tuto éru, kdy byla obec známa i pod jmény Gulibedia nebo Medubedia.
Za časů Abchazského království v raném středověku byla celá Bedia správním centrem Bedijského eristavi (vévodství), jež se rozkládalo mezi řekami Aaldzga v současném okrese Očamčyra a Cchenisckali v západní Gruzii. Bedia v té době byla sídlem biskupa bedijského, který spravoval diecézi od řek Aaldzga po Inguri.

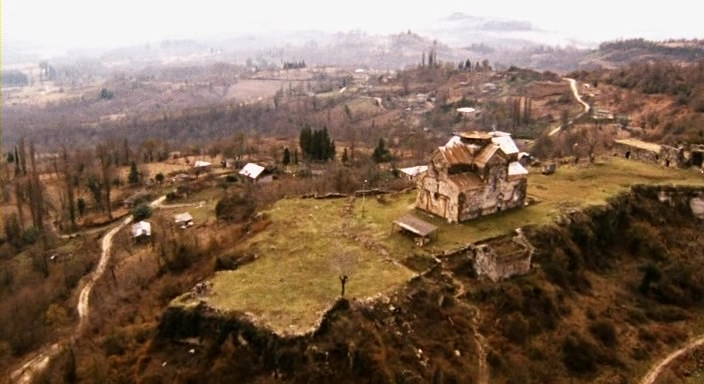
Katedrála v Bedii

Nejvýznamnější památkou na toto období je Katedrála v Bedii, která byla zbudována na konci 10. století na příkaz abchazského krále Bagrata II., jenž se později stal gruzínským králem Bagratem III. a jenž je v tomto svatostánku od roku 1014 pohřben. Ve 13. století byl celý objekt zrekonstruován a přebudován na způsob dómu. V 17. století ale přestává sloužit svému účelu a je opuštěna. Až teprve v 19. století byla katedrála znovu otevřena. Italská spisovatelka a cestovatelka Carla Serenová navštívila na konci 19. století Abcházii a popsala katedrálu jako dílo znamenité architektury, jež připomínalo chrám Hagia Sofia v Istanbulu, jen menší, s dobře zachovalou sochařskou výzdobou.
Přibližně sto metrů od katedrály západním směrem se nachází rozvaliny velkého paláce s dochovanými sloupovými a klenbami, které tvořily prostory jídelny a pracovny. Ve druhém poschodí se nacházely obytné místnosti, kde byl ubytován například bedijský biskup. Vedle paláce se nacházela věž se zvonicí.
V průběhu 14. až 16. století byla Bedia politickým centrem širšího západokavkazského knížectví Sabediano (gruzínsky Země Bedianů) na troskách rozpadajícího se Gruzínského království. Tehdy byla Bedia nezávislá, avšak na konci 17. století se vrátila do knížectví Abcházie. Od té doby Bedia pozvolna ztrácela svůj kulturní a politický význam, neboť se v rámci Abcházie ocitla na okraji historického Samurzakanského regionu.
Cestovatelka Carla Serenová, jež navštívila obec v květnu 1876, popsala zdejší zvyk, při kterém se k nedělnímu večeru na velké mýtině nedaleko katedrály shromáždilo veškeré obyvatelstvo ze vsi i přilehlých obcí podobně jako v Mingrelii, jen s tím rozdílem, že v Samurzakanu byli lidé méně veselí a méně hluční. Shromážděný dav obyvatel zde projednával aktuální záležitosti ovlivňující celé okolí i osobní záležitosti některých jedinců. Jednání vedl respektovaný předák s plnovousem a s bílým bašlykem na hlavě, oděný v dlouhém kabátě z kůže a srsti od ramen dolů a se zbraněmi zasunutými ve svém opasku. Nedaleko pod ořešákem bylo provizorně ustájeno několik koní patřící zdejší šlechtě, která se shromáždění účastnila spolu s prostým lidem, kde si byli všichni rovni. Řešila se například obvinění z krádeže koní nebo skotu.
S koncem 19. století byl již celý Samurzakan rozdělen na dvě jazykové zóny, abchazskou a megrelskou, kdy abcházština přetrvala v kopcích nad nížinou, kterou obsadili Megrelové.
Po vzniku Sovětského svazu začali abchazští bolševici požadovat, aby byly v rámci správní reformy Abchazské ASSR ve 30. letech staré ruské ujezdy nahrazeny rajóny a aby byla stanovena nová hranice mezi rajóny Očamčyra a Gali na etnolingvistickém základu. Agubedia se stala spolu s Rekou a Čchvartalem součástí prvního jmenovaného, což požadoval například agubedijský rodák Efrém Ešba v roce 1925 ve svém článku „Požadovali jsme a dostali jsme skutečně nezávislou sovětskou Abcházii“ (Мы требовали и получили настоящую независимую Советскую Абхазию). Tím byla Agubedia oddělena od zbytku Bedii.
Už v roce 1925 totiž došlo k rozdělení dosud jediné vsi Bedia na tři selsověty: Agubedia, První Bedia a Druhá Bedia. Až do roku 1930 byly všechny tři součástí okresu Gali. Avšak v Druhé Bedii již hovořila polovina obyvatel megrelsky, a proto ta zůstala v galském okrese, zatímco Agubedia i První Bedia přešly pod okres Očamčyra. V roce 1955 byla První Bedia sjednocena s Agubediou. Tato správní reforma umožnila otevření školy v obci s vyučovacím jazykem abchazským, neboť v galském rajónu nebyly otevřeny vůbec žádné a do té doby zde byla pouze škola gruzínská. Díky tomu zůstaly Agubedia, Reka a Čchvartal jedinými z celého někdejšího Samurzakanu, kde se obyvatelé hlásí k abchazskému národu a mluví abchazsky.
Během války v Abcházii v letech 1992-1993 byla obec ovládána abchazskými partyzány. Na území části Mšval se intenzivně bojovalo o strategicky důležitý Mišvelský vrch.
V roce 1994 byla zahájena další správní reforma, kdy byla Agubedia převedena do nově vzniklého okresu Tkvarčeli.
V obci se nachází socha zdejšího rodáka, bolševického politika Efréma Ešby, kterou zhotovila jeho dcera, sochařka Marina Ešbová. Během války byla zasažena a těžce poškozena a stále nebyla provedena rekonstrukce. V Agubedii se také narodil někdejší předseda rady ministrů Abchazské ASSR a ministr zahraničí separatistické Abcházie Sokrat Džindžolija.

## Obyvatelstvo
Dle nejnovějšího sčítání lidu z roku 2011 je počet obyvatel vesnického okrsku 787 a jejich složení je následovné:
- 596 Abchazů (75,7 %)
- 182 Gruzínů (23,1 %)
- 6 Rusů (0,8 %)
- 3 příslušníci ostatních národností (0,4 %)

V roce 1989, před válkou v Abcházii žilo v Agubedii 284 obyvatel a v celém Agubedijkém selsovětu 1864 obyvatel.
V roce 1959 žilo v tomto selsovětu 2517 obyvatel.